# Senador La Rocque
Senador La Rocque è un comune del Brasile nello Stato del Maranhão, parte della mesoregione dell'Oeste Maranhense e della microregione di Imperatriz.